# Wendlandia guangdongensis
Wendlandia guangdongensis är en måreväxtart som beskrevs av Wei Chiu Chen. Wendlandia guangdongensis ingår i släktet Wendlandia och familjen måreväxter. Inga underarter finns listade i Catalogue of Life.